# Landeskrankenhaus Feldkirch

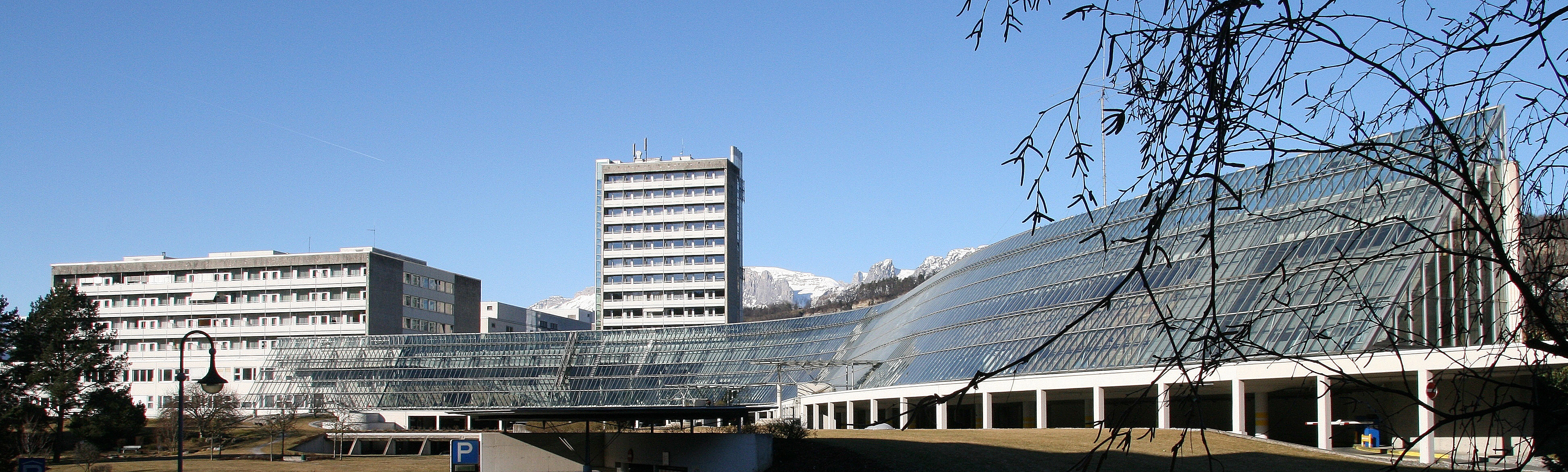
LKH Feldkirch – Ansicht

Das Landeskrankenhaus Feldkirch ist das Schwerpunktkrankenhaus Vorarlbergs und liegt im südlichen Teil der Stadt Feldkirch in Tisis in der Carinagasse 47. Das LKH Feldkirch ist ein universitäres Lehrkrankenhaus und betreibt die Gesundheits- und Krankenpflegeschule Feldkirch.
Derzeit (2018) hat das LKH Feldkirch eine Belagsfähigkeit von 615 Betten. Der Neubau fand in den Jahren 1967–1972 am derzeitigen Standort statt.

## Organisation
Das Landeskrankenhaus Feldkirch wird von der kollegialen Führung (Krankenhausleitung) geleitet, die jeweils aus den Bereichen Medizin, Krankenpflege und Verwaltung kommen. Chefarzt ist Wolfgang Elsäßer, Pflegedienstleiter ist seit dem 7. Oktober 2011 Michael Scheffknecht, Harald Maikisch ist Verwaltungsdirektor.

## Medizinische Abteilungen
- Allgemein- und Thoraxchirurgie
- Anästhesie und Intensiv
- Augenheilkunde
- Dermatologie und Venerologie
- Gefäßchirurgie
- Gynäkologie und Geburtshilfe
- Hals-Nasen-Ohrenheilkunde (HNO)
- Innere Medizin I
- Innere Medizin II
- Innere Medizin III
- Interne Maria Rast
- Institut für Akutneurologie und Schlaganfall (IANS) mit Stroke Unit
- Kinder- und Jugendheilkunde
- Mund-, Kiefer- und Gesichtschirurgie
- Neurochirurgie
- Nuklearmedizin
- Orthopädie
- Pathologie
- Plastische Chirurgie
- Radiologie
- Radioonkologie
- Unfallchirurgie
- Urologie[3]

## Sonstige Einrichtungen
- Apotheke
- Krankenpflegeschule
- Medizinische Physik
- Medizinisches Zentrallabor
- Sehschule
- Vivit-Forschungsinstitut
- Beschwerdewesen & Soziale Dienste[3]